# Quelle Wallonie ? Quel socialisme ?
Quelle Wallonie ? Quel socialisme ? est un essai résultant de l'effort de réflexion mené en commun par des militants chrétiens de gauche et wallons avec des militants socialistes à l'horizon du Rassemblement des progressistes dans le groupe Bastin-Yerna

## Histoire
Le groupe qui s'intitula en abrégé Groupe B/Y eut une influence importante dans les années 1970 et 1980. On peut citer les noms de Max Bastin, Nicolas Bardos, Hubert Brepoels, Germain Capelleman, Albert Carton, Émile Creutz, Jacques Defay, Jean-Maurice Dehousse, Marc Delbovier, Yves de Wasseige, Vincent Goffart, Christian Gouzée, Joseph Henrotte, Thérèse Marlier, Émile Nols, André Patris, René Schoonbrodt, Georges Vandersmissen, Hélène Van de Schoor Pierre Wathelet, Jacques Yerna, soit des membres du Mouvement ouvrier chrétien ou de la FGTB (ou des personnes proches de ces deux organisations, la plupart y jouant d'abord un rôle intellectuel,  soit de par leurs fonctions dans la politique et le syndicalisme, ou  l'administration ou l'université)

Un premier tome de l'ouvrage parut en  1971 se décrivant comme un 
«  essai d'une description de la société socialiste à construire et le programme d'action à l'intention d'un organe exécutif wallon à créer. »
Différents thèmes sont abordés: l'économie au service du citoyen, la condition féminine,  la politique industrielle à mener en Wallonie, l'agriculture wallonne, le droit à la ville, les finances et le pouvoir populaire, le droit à l'enseignement, le droit à la sécurité sociale, la famille et le logement, les marginaux, les étrangers, la fin du centralisme, une Wallonie autonome dans une Belgique fédérale, le sort de Bruxelles, l'Europe.
Dans le domaine institutionnel, le livre prône ce partage des compétences entre le pouvoir fédéral et les Régions:
- Au fédéral: la monnaie, la conjoncture économique et le contrôle financier, la réglementation en matière commerciale et industrielle, les chemins de fer, les télécommunications, l'aviation et peut-être les autoroutes.

- Aux Régions: la politique de l'emploi, la tutelle sur les pouvoirs locaux, le développement économique et l'aménagement du territoire, la santé publique et l'environnement, le statut de la femme, des étrangers, de la famille, la politique industrielle, l'initiative industrielle publique, la recherche technologique, l'agriculture et les eaux et forêts, les institutions publiques de crédit, la sécurité sociale et les accords extérieurs dans le domaine de ces compétences.

Dans le deuxième tome paru en 1975 sous le titre Priorité 100.000 emplois, le Groupe B/Y se prononce encore plus clairement pour des assemblées élues dans les Régions  dotée d'un pouvoir législatif et des moyens techniques ainsi que financiers à même de lui permettre de mener la politique de son choix.
Après ces deux publications le groupe continuera à diffuser ses idées et réflexions notamment par la voie de brochures et conférences de presse: Régionalisation du crédit, clé du redressement wallon (1977), Pour une autre politique industrielle (1981).